# Mintia
Mintia – wieś w Rumunii, w okręgu Hunedoara, w gminie Vețel. W 2011 roku liczyła 1045 mieszkańców.